# هم‌اتاقی من یک گومیهو است
هم‌اتاقی من یک گومیهو است (کره‌ای: 간 떨어지는 동거; لاتین‌نویسی اصلاح‌شده: Gan Tteoreojineun Donggeo) یک مجموعهٔ تلویزیونی کره جنوبی سال ۲۰۲۱ با ایفای نقش جانگ کی یونگ و لی هه ری است. این مجموعه داستان روباه نه‌دم به نام شین وو یو و یک دانشجوی کالج به نام لی دام را روایت می‌کند. این مجموعه از ۲۶ مه تا ۱۵ ژوئیه ۲۰۲۱، روزهای چهارشنبه و پنجشنبه ساعت ۲۲:۴۰ (کی‌اس‌تی) از تی‌وی‌ان برای ۱۶ قسمت پخش شد و به صورت جهانی از پلتفرم استریم آی‌چی‌یی منتشر شد.

## بازیگران

### اصلی
- جانگ کی یونگ در نقش شین وو یو[۳]

یک گومیهو ۹۹۹ ساله که می‌خواهد انسان شود.
- لی هه ری در نقش لی دام[۴]

یک دانشجوی کالج که در سال ۱۹۹۹ به دنیا آمده‌است.
- کانگ هان نا در نقش یانگ هه سون[۵]

دوست شین وو یو که قبلاً به مدت ۷۰۰ سال گومیهو بوده و اکنون انسان است.
- کیم دو-وان در نقش دو جه-جین

| نام           | کاراکتر      |
| ------------- | ------------ |
| به این هیوک   | گه سون وو    |
| پارک کیونگ-هه | چوی سو کیونگ |
| چوی وو سونگ   | لی دام       |
| کیم دو یون    | گه سو وو     |
| کیم کانگ مین  | جونگ سوک     |
| بانگ اون جونگ | جون دا یونگ  |
| جونگ سو مین   | سو هوا       |
| لی کیو سونگ   | حضور افتخاری |
| کیم اونگ سو   | حضور افتخاری |

## تولید
هم‌اتاقی من یک گومیهو است اولین مجموعهٔ تلویزیونی کره‌ای است که توسط آی‌چی‌یی تولید می‌شود. این مجموعه تولید مشترک بین چین و کره است.